# Michele Scarica
Michele Scarica (Parma, 17 de marzo de 1982) es un deportista italiano que compitió en natación, especialista en el estilo libre.
Ganó una medalla de bronce en el Campeonato Europeo de Natación de 2002 y una medalla de plata en el Campeonato Europeo de Natación en Piscina Corta de 2002.

## Palmarés internacional
| Campeonato Europeo                  | Campeonato Europeo | Campeonato Europeo | Campeonato Europeo |
| Año                                 | Lugar              | Medalla            | Prueba             |
| ----------------------------------- | ------------------ | ------------------ | ------------------ |
| 2002                                | Berlín (Alemania)  | Medalla de bronce  | 4 × 100 m libre    |
| Campeonato Europeo en Piscina Corta |                    |                    |                    |
| Año                                 | Lugar              | Medalla            | Prueba             |
| 2002                                | Riesa (Alemania)   | Medalla de plata   | 4 × 50 m libre     |